# سارة والكر
سارة والكر (بالإنجليزية: Sarah Walker) (و. 1989  م) هي لاعبة كرة الريشة بريطانية، شاركت في بطولة كرة الريشة الأوروبية للناشئين 2007 – سيدات زوجي، وبطولة جمهورية أيرلندا المفتوحة لتنس الريشة 2016 – سيدات زوجي، وكرة الريشة في دورة ألعاب الكومنولث 2014 – سيدات فردي، وكرة الريشة في دورة ألعاب الكومنولث 2018 – سيدات زوجي، وكرة الريشة في دورة ألعاب الكومنولث 2014 – فريق مختلط.

## روابط خارجية
- سارة والكر على موقع BWF.tournamentsoftware.com (الإنجليزية)
- سارة والكر على موقع BWFbadminton.com (الإنجليزية)
- سارة والكر على موقع اتحاد ألعاب الكومنولث (مؤرشف) (الإنجليزية)
- سارة والكر على موقع دورة ألعاب الكومنولث 2014 (مؤرشف) (الإنجليزية)